# محوطه در مره
محوطه در مره مربوط به هزاهر ۵ و۳ قبل از میلاد - سدهٔ ۴ و ۵ ه.ق است و در شهرستان پل‌دختر، بخش مرکزی، دهستان جایدر، ۱ کیلومتری غرب روستای میدان بزرگ واقع شده و این اثر در تاریخ ۲۸ اسفند ۱۳۸۵ با شمارهٔ ثبت ۱۸۴۶۳ به‌عنوان یکی از آثار ملی ایران به ثبت رسیده است.